# Diplommatinidae
Die Diplommatinidae sind eine außerordentlich diverse Familie auf dem Land lebender Schnecken aus der Ordnung der Architaenioglossa (Caenogastropoda). Es handelt sich durchweg um kleine bis sehr kleine Arten mit nur wenigen Millimetern Größe, die man zur nicht-systematischen Gruppe der „Mikromollusken“ rechnet.

## Merkmale
Die rechts- und linksgewundenen, konischen, eiförmig-konischen, teils auch irregulär aufgerollten und entrollten Gehäuse weisen oft sekundäre Auflagerungen auf das Gehäuse auf. Oft ist die Endwindung etwas eingeschnürt. Die Gehäuse weisen meist nur wenige Windungen auf. Die Mündung ist meist rundlich mit oder ohne Falten oder Lamellen. Der Deckel (Operculum) ist mehr oder weniger stark verkalkt. Die Tiere sind getrenntgeschlechtlich.

## Geographische Verbreitung und Lebensraum
Die Arten und Gattungen der Diplommatidae sind in den Tropen in Südostasien, Melanesien, Mikronesien, Mexiko, Zentralamerika und den Antillen beheimatet. Sie kommen von Meereshöhe bis in 2600 m über Meereshöhe vor. Die ältesten Vertreter der Familie stammen aus der Oberkreide von Ungarn, allerdings ist die Gattung Ajkaia kaum von Gehäusen anderer Gattungen der Diplommatinidae zu unterscheiden.

## Systematik
Das Taxon Diplommatinidae umfasste bis vor kurzem die beiden Unterfamilien Diplommatininae und Cochlostomatinae. Nach den molekulargenetischen Untersuchungen von Webster et al. (2012) sind jedoch die Cochlostomatinae nicht näher mit den Diplommatininae verwandt, sondern bilden die Schwestergruppe der Megalomastomatidae, einer anderen Familie der Überfamilie Cyclophoroidea. Webster et al. (2012) haben daher die Cochlostomatinae in den Rang einer Familie, i. e. Cochlostomatidae angehoben. Die Familie umfasst folgende Gattungen:
- Familie Diplommatinidae Pfeiffer, 1857
  - Gattung Adelopoma Doering, 1885
  - (?)Gattung †Ajkaia Tausch, 1886
  - Gattung Anostomella Von Martens, 1867
  - Gattung Arinia H. & A. Adams, 1856
  - Gattung †Cardiostoma Sandberger, 1872
  - Gattung Clostophis Benson, 1860
  - Gattung Diancta von Martens, 1867
  - Gattung Diplommatina Benson, 1849 (mit den Untergattungen Diplommatina (Diplommatina) Benson, 1849 und Diplommatina (Sinica) Möllendorff, 1885)
  - Gattung †Diplommoptychia Maillard, 1885
  - Gattung †Elektrea Klebs, 1886
  - Gattung Fermepalaina Iredale, 1945[3]
  - Gattung Gastroptychia Kobelt & Moellendorff, 1900
  - Gattung Helicomorpha Moellendorff, 1890
  - Gattung Hungerfordia Beddome, 1889
  - Gattung Nicida W. Blanford, 1868
  - Gattung Opisthostoma W. Blanford & H. Blanford, 1860 (mit den Untergattungen Opisthostoma (Opisthostoma) Blanford & Blanford, 1860 und Opisthostoma (Plectostoma) H. Adams, 1865)
  - Gattung Palaina Semper, 1865
  - Gattung Palmatina Iredale, 1944[3]
  - Gattung Pseudopalaina Moellendorff, 1898
  - Gattung †Pugnellia Oppenheim, 1895
  - Gattung †Styx Oppenheim, 1895
  - Gattung Velepalaina Iredale, 1937